# Lago Gairdner
El lago Gairdner (del inglés: 'Lake Gairdner') es un gran lago endorreico de Australia, localizado en la parte central del estado de Australia del Sur, y considerado el tercer mayor lago salado de Australia cuando se inunda.
El lago tiene más de 160 km de largo y 48 km  de ancho, con más de 1,2 m de espesor de sal en algunos lugares. Se encuentra al oeste del lago Torrens, a unos 150 km al noroeste de Port Augusta y a 440 km al noroeste de Adelaida. Se encuentra en la cordillera Gawler.
Es un sitio en el que se intentan batir récord de velocidad en tierra, debido a la planeidad de sus salinas.

## Historia
El lago Gairdner fue nombrado en octubre de 1857 por el gobernador de Australia del Sur, Richard MacDonnell, en honor de Gordon Gairdner, un oficial mayor del Departamento Australiano de la Oficina Colonial.